# Frank Willis (Radierer)

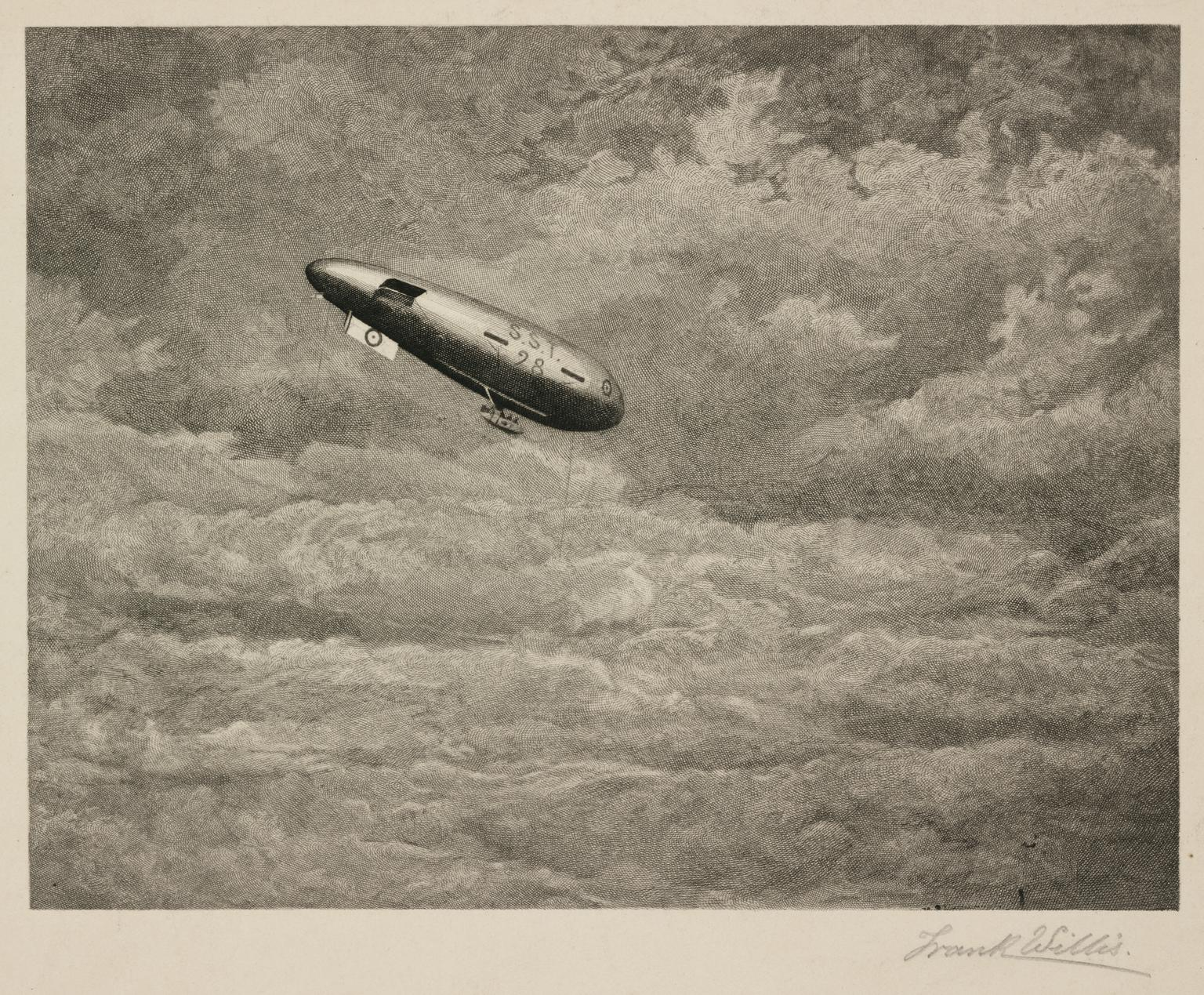
Watching for Prey, Luftschiff SST 1914–1918, von Frank Willis, im Science Museum

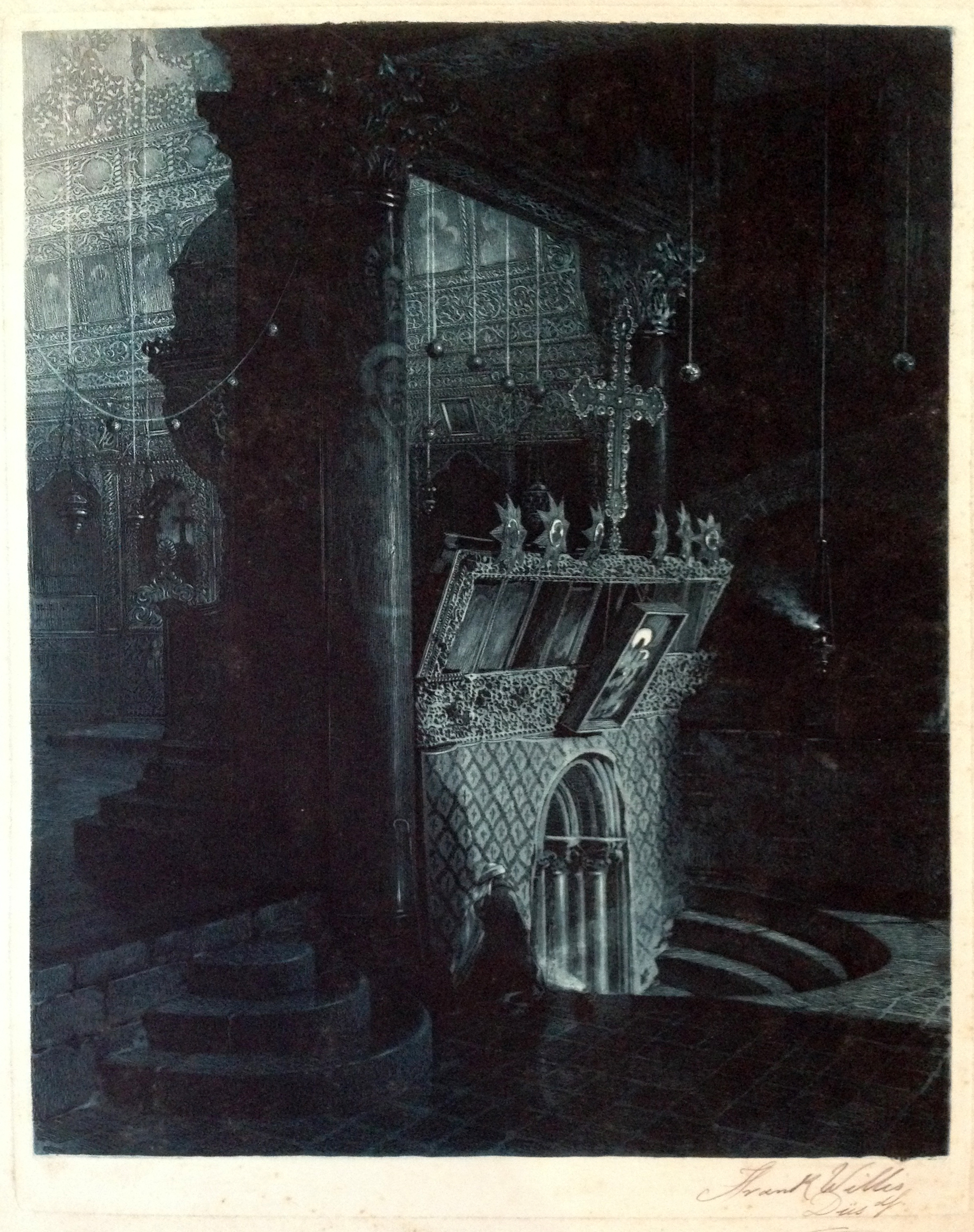
Blick in die Orthodoxe Kirche von Bethlehem, Frank Willis, Düsseldorf, um 1895

Frank Willis (* 15. November 1865 in Windsor; † 4. August 1932 ebenda) war ein britischer Radierer.

## Leben
Willis war der Schüler und Schwiegersohn des Kupferstechers Charles William Sharpe (1818–1899). In den Jahren 1891 bis 1895 studierte Willis unter Carl Ernst Forberg als einziger Schüler in dessen Kupferstecherklasse an der Kunstakademie Düsseldorf. Seine Radierungen wurden zwischen 1894 und 1898 in der Galerie Eduard Schulte in der Alleestraße 42 in Düsseldorf ausgestellt.